# Robert Myrdal
Adolf Robert Myrdal, född 5 april 1905, död 2003 i Uppsala, var en svensk skolman. Han var bror till Gunnar Myrdal. 
Myrdal var son till byggmästaren Carl Adolf Pettersson. Efter studier vid Högre allmänna läroverket i Falun antogs Myrdal den 11 september 1923 till studier vid Uppsala universitet, där han hösten 1929 avlade filosofisk ämbetsexamen med klassisk inriktning. 1929–1931 undervisade han i språk, historia och nationalekonomi vid Fornby folkhögskola, 1931–1932 vid Stora Tuna samrealskola och 1933-1939 vid Gripsholms folkhögskola. Han avlade 1935 ämbetsexamen i nationalekonomi, statskunskap och historia vid Uppsala universitet. Hösten 1939  till och med våren 1962 tjänstgjorde han som rektor vid Marieborgs folkhögskola i Norrköping. 1953 och 1962 blev han som filosofie licentiat i historia respektive statskunskap vid Stockholms högskola respektive Stockholms universitet. 1962–1970 var han lektor i historia och samhällskunskap vid Lundellska läroverket i Uppsala. Han avled i Uppsala 2003 vid 97 års ålder.[1]